# Stictopisthus longicornis
Stictopisthus longicornis là một loài tò vò trong họ Ichneumonidae.